# Mar Fernández Vázquez
María del Mar Fernández Vázquez (2 de febrero de 1973) es una filóloga hispánica y románica española, y diplomada en Estudios Avanzados. Realizó su tesis doctoral en la Universidad de Santiago de Compostela (USC).
Desde agosto de 2011 hasta principios de 2013 fue contratada en el proyecto «La Guerra civil española en la narrativa infantil y juvenil», que coordina Blanca-Ana Roig Rechou, y financia la Junta de Galicia (PGIDIT-INCITE09 214 089 PR).

## Trayectoria
Licenciada en Filología Hispánica y Filología Románica, posee una maestría en Estudios Avanzados y un doctorado en Filología por la Universidad de Santiago de Compostela.
Entre marzo de 2001 y diciembre de 2003 fue becaria de la fundación Camilo José Cela.
Entre el 1 de marzo de 2008 y el 31 de julio de 2011 fue becaria del proyecto de Informes de literaturado del Centro Ramón Piñeiro para la Investigación en Humanidades.
Ha colaborado en diversas publicaciones y congresos nacionales e internacionales sobre literatura en general y sobre literatura infantil y juvenil.
Publicó artículos sobre crítica literaria en varios periódicos de Galicia.

## Obras

### Obras colectivas
- Cañada, Silverio (recopilador): Apéndice 2000, de la Gran Enciclopedia Galega Silverio Cañada. La Coruña, 2000, con varias entradas en los tomos XXXIII, XXXIV y XXXVI.
- «Índices 1976-2005. 30th Anniversary: University of Boulder, Colorado/Universidad de Santiago de Compostela», en la revista Anales de Literatura Española Contemporánea, volumen 30, n.º 4 (especial), 2005 (ISSN: 0272-1635). (Con Ángeles Gómez Abalo).
- Roig Rechou, Blanca-Ana (directora), Mar Fernández Vázquez (redactora) y otros: Informe de literatura 2007, Informe de literatura 2008, Informe de literatura 2009 y Informe de literatura 2010.
- Roig Rechou, Blanca-Ana, y María Jesús Agra Pardiñas (eds.): A Santiago. Relatos de Camiño infanto-xuvenís. Junta de Galicia, 2010.
- Roig Rechou, Blanca-Ana, y Carmen Franco-Vázquez (eds.): Itinerario de lecturas. De camiño a Compostela pola literatura infantil e xuvenil. Junta de Galicia, 2010.
- Gomes, José António, Isabel Mociño, Ana Margarida Ramos, y Blanca-Ana Roig Rechou (coords.): Maré de livros. Oporto (Portugal): Deriva, 2010.
- Nogueira Pereira, María Xesús, y Anxo Tarrío Varela (eds.): Lois Pereiro. Día das Letras Galegas 2011. Santiago de Compostela (Galicia): Departamento de Filoloxía Galega, Servizo de Publicacións e Intercambio Científico, de la Universidad de Santiago de Compostela, 2011.
- Roig Rechou, Blanca-Ana; Isabel Soto López y Marta Neira Rodríguez (coords.): O álbum na literatura infantil e xuvenil (2000-2010). Vigo (Galicia): Edicións Xerais de Galicia / LIJMI / Nova Caixa Galicia, 2011.
- Ramos, Ana Margarida, e Isabel Mociño González (eds.) y Lourdes Lorenzo García, Blanca-Ana Roig Rechou y Veljka Ruzicka Kenfel (coords.): Crítica e investigación en literatura infantil y juvenil/ crítica e investigação em literatura infantil e juvenil. ANILIJ (Asociación Nacional de Investigación en Literatura Infantil y Juvenil) / Centro de Investigação em Estudos da Criança, e Instituto de Educação de la Universidad del Miño.